# Suddivisioni del Galles
Il governo locale del Galles si basa sulla suddivisione di primo livello del paese   in 22 aree principali, a loro volta suddivise in 869 comunità.

## Aree principali

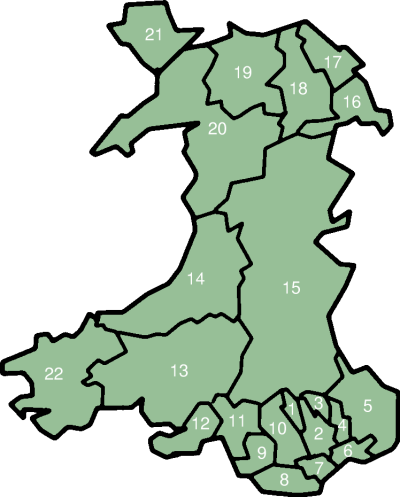
Aree principali del Galles

Le 22 aree principali sono autorità unitarie di diverso tipo: ci sono 9 contee (county), 3 città (city) e 10 distretti di contea (county borough), tutti con gli stessi poteri.

### Contee
- 5. Monmouthshire (Sir Fynwy)
- 13. Carmarthenshire (Sir Gaerfyrddin)
- 14. Ceredigion
- 15. Powys
- 17. Flintshire (Sir y Fflint)
- 18. Denbighshire (Sir Ddinbych)
- 20. Gwynedd
- 21. Isle of Anglesey (Ynys Môn)
- 22. Pembrokeshire (Sir Benfro)

### Distretti di contea
- 1. Merthyr Tydfil (Merthyr Tudful)
- 2. Caerphilly (Caerffili)
- 3. Blaenau Gwent
- 4. Torfaen
- 8. Vale of Glamorgan (Bro Morgannwg)
- 9. Bridgend (Pen-y-bont ar Ogwr)
- 10. Rhondda Cynon Taf
- 11. Neath Port Talbot (Castell-nedd Port Talbot)
- 16. Wrexham (Wrecsam)
- 19. Conwy

### Città
- 6. Newport (Casnewydd)
- 7. Cardiff (Caerdydd)
- 12. Swansea (Abertawe)

## Comunità
Secondo il censimento del 2001, le comunità sono 869, di cui 730 hanno un consiglio di comunità.

## Storia

### Contee amministrative
Dal 1889 al 1974, le contee amministrative del Galles funsero da governo locale per la prima volta. Vennero create con il Local Government Act del 1888 (Legge sul governo locale), basandosi sulle contee tradizionali del Galles, ma non erano tutte interamente uguali.
| 1. Monmouthshire 2. Glamorganshire (Glamorgan) 3. Carmarthenshire 4. Pembrokeshire 5. Cardiganshire 6. Brecknockshire (Breconshire) 7. Radnorshire 8. Montgomeryshire 9. Denbighshire 10. Flintshire 11. Merionethshire (Merioneth) 12. Caernarfonshire 13. Anglesey (Ynys Môn) |

C'erano anche alcuni sobborghi di contea amministrativamente indipendenti (non mostrati):
- Cardiff, Glamorganshire
- Swansea, Glamorganshire
- Merthyr Tydfil, Glamorganshire
- Newport, Monmouthshire

### Local Government Act del 1972
Nel 1974 le contee amministrative esistenti vennero abolite e rimpiazzate da otto nuove autorità, chiamate "contee" dal Local Government Act del 1972. A tutte queste fu dato nome esclusivamente in gallese, tranne che alle tre contee nel Glamorgan, che ricevettero nome sia in inglese sia in gallese. La creazione di queste nuove entità amministrative separò definitivamente la funzione governativa dalla contea intesa in senso tradizionale, anche se questo era già accaduto nel 1889.
| 1. Gwent 2. South Glamorgan (De Morgannwg) 3. Mid Glamorgan (Morgannwg Ganol) 4. West Glamorgan (Gorllewin Morgannwg) 5. Dyfed 6. Powys 7. Gwynedd 8. Clwyd |

La divisione in distretti avvenne nel modo seguente:
- Clwyd — Alyn and Deeside, Colwyn, Delyn, Glyndwr, Rhuddlan, Wrexham
- Dyfed — Carmarthen, Ceredigion, Dinefwr, Llanelli, Preseli, South Pembroke
- Gwent — Blaenau Gwent, Islwyn, Monmouth, Newport, Torfaen
- Gwynedd — Aberconwy, Arfon, Dwyfor, Meirionnydd, Anglesey
- Mid Glamorgan — Cynon Valley, Ogwr, Merthyr Tydfil, Rhondda, Rhymney Valley, Taff–Ely
- Powys — Brecon, Montgomery, Radnor
- South Glamorgan — Cardiff, Vale of Glamorgan
- West Glamorgan — Lliw Valley, Neath, Port Talbot, Swansea

Quanto queste contee furono abolite nel 1996, i loro nomi e le aree vennero mantenute con leggere modifiche, come il Lieutenancy, e divennero conosciute come le contee preservate del Galles. Ci furono ulteriori ammende nel 2003, per assicurare che ogni area fosse interamente compresa nella contea preservata.

### 1996
La redistribuzione di questi distretti nelle autorità unitarie attuali avvenne come segue:
| Autorità unitarie | Distretti precedenti                                      |
| ----------------- | --------------------------------------------------------- |
| Anglesey          | Anglesey                                                  |
| Blaenau Gwent     | gran parte di Blaenau Gwent                               |
| Bridgend          | gran parte di Ogwr                                        |
| Caerphilly        | Islwyn, Rhymney Valley                                    |
| Carmarthenshire   | Carmarthen, Llanelli, Dinefwr                             |
| Cardiff           | Cardiff, parte di Taff–Ely                                |
| Ceredigion        | Ceredigion                                                |
| Conwy             | Aberconwy, gran parte di Colwyn                           |
| Denbighshire      | Rhuddlan, parti di Glyndwr e Colwyn                       |
| Flintshire        | Alyn e Deeside, Delyn                                     |
| Gwynedd           | Arfon, Dwyfor, Meirionnydd                                |
| Merthyr Tydfil    | Merthyr Tydfil                                            |
| Monmouthshire     | Monmouth, parte di Blaenau Gwent                          |
| Neath Port Talbot | Neath, Port Talbot, parti di Lliw Valley                  |
| Newport           | Newport                                                   |
| Pembrokeshire     | Preseli, South Pembrokeshire                              |
| Powys             | Montgomeryshire, Radnorshire, Brecknock, parte di Glyndwr |
| Rhondda Cynon Taf | Rhondda, Cynon Valley, gran parte di Taff-Ely             |
| Swansea           | Swansea, parti di Lliw Valley                             |
| Torfaen           | Torfaen                                                   |
| Vale of Glamorgan | gran parte di of Vale of Glamorgan                        |
| Wrexham           | gran parte di Wrexham, parti di Glyndwr                   |